# Monsenhor Paulo
Monsenhor Paulo är en kommun i Brasilien.   Den ligger i delstaten Minas Gerais, i den sydöstra delen av landet, 700 km söder om huvudstaden Brasília. Antalet invånare är 8 168.
Omgivningarna runt Monsenhor Paulo är huvudsakligen savann. Runt Monsenhor Paulo är det ganska glesbefolkat, med 39 invånare per kvadratkilometer.